# Biblioteca Lusitana
«Лузита́нская библиоте́ка» (порт. Biblioteca Lusitana; до реформы 1911 года порт. Bibliotheca Lusitana) — фундаментальный 4-томный библиографический и биографический справочник, включивший сведения об авторах и изданиях Португалии преимущественно XVI, XVII и XVIII веков. Составлен первым библиографом Португалии Диогу Барбозой Машаду. Данный авторитетный источник цитируется в настоящее время поскольку не утратил своего значения. Второе издание вышло в 1930-х годах.

## Описание

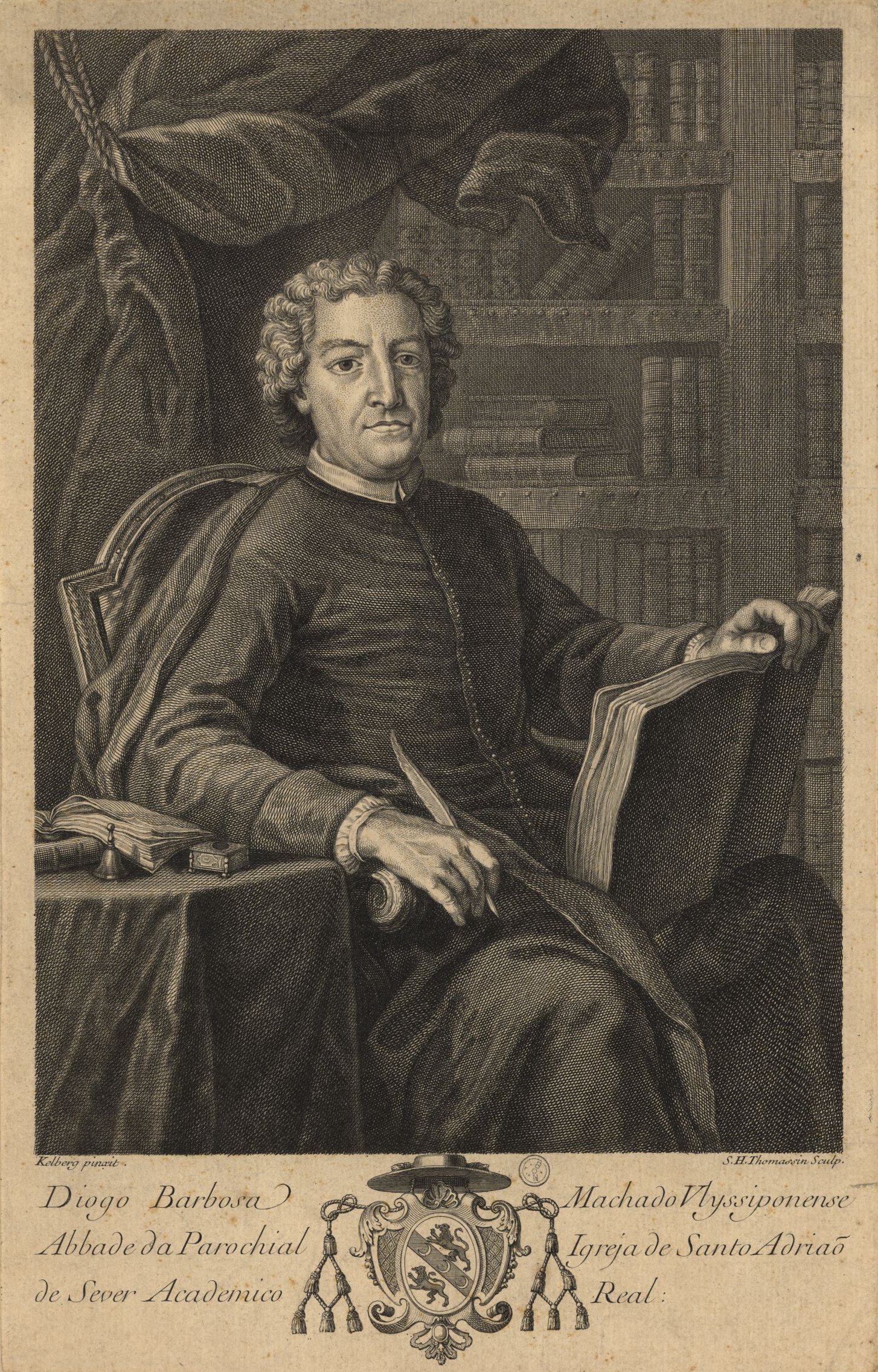
Диогу Барбоза Машаду

Первый фундаментальный библиографический и биографический справочник Португалии. Считается также первым авторитетный музыковедческим источником Португалии.
Основу составили первые 3 тома (A—Z, 1741—1752),  4-й том (1759) включил дополнения по персоналиям и несколько видов «Указателей» (Index). 
Изначально 2-й том был посвящён епископу Порту, но, поскольку 1-й том вышел с посвящением королю Жуану V, то ли по совету друзей, то ли по требованию высокого начальства автору пришлось изъять напечатанные экземпляры, заменив титульный лист и текст посвящения. Таким образом, 2-й том справочника с посвящением епископу Порту стал большой библиографической редкостью.
Имена авторов В справочнике представлены по модели И. О. Ф.:
Francisco de Sá, e Miranda.
«Лузитанская библиотека» Диогу Барбозы Машаду служила моделью при подготовке издания Португальского библиографического словаря Иносенсиу Франсишку да Силвы (23 тома, 1858—1958).

## Издания
- Machado D. B. Bibliotheca Lusitana : Historica, Critica, e Cronologica. Na qual se comprehende a noticia dos Authores Portuguezes, e das Obras, que compuseraõ desde o tempo da promulgaçaõ da Ley da Graça até o tempo presente (Abraham Coen Pimentel — Ezechiel de Castro) :  [порт.] : in IV vol. / Diogo Barbosa Machado. — Lisboa : Antonio Isidoro da Fonseca, 1741. — Vol. I. — LXXIX, 767 p.
- Machado D. B. Bibliotheca Lusitana : Historica, Critica, e Cronologica. Na qual se comprehende a noticia dos Authores Portuguezes, e das Obras, que compuseraõ desde o tempo da promulgaçaõ da Ley da Graça até o tempo presente (Fabiam da Mota — D. Izabel Senhorinha da Sylva) :  [порт.] : in IV vol. / Diogo Barbosa Machado. — Lisboa : Ignacio Rodrigues, 1747. — Vol. II. — VI, 927 p.
- Machado D. B. Bibliotheca Lusitana : Historica, Critica, e Cronologica. Na qual se comprehende a noticia dos Authores Portuguezes, e das Obras, que compuseraõ desde o tempo da promulgaçaõ da Ley da Graça até o tempo presente (Laymundo Ortega — Fr. Zozimo de Alvor) :  [порт.] : in IV vol. / Diogo Barbosa Machado. — Lisboa : Ignacio Rodrigues, 1752. — Vol. III. — 799 p.
- Machado D. B. Bibliotheca Lusitana : Historica, Critica, e Cronologica. Na qual se comprehende a noticia dos Authores Portuguezes, e das Obras, que compuseraõ desde o tempo da promulgaçaõ da Ley da Graça até o tempo presente (Achiles Estaço — Victoriano Carlos Semedo Feijó e Madureira; Index) :  [порт.] : in IV vol. / Diogo Barbosa Machado. — Lisboa : Francisco Luiz Ameno, 1759. — Vol. IV. — VI, 729 p.
- Machado D. B. Biblioteca Lusitana: crítica, histórica e cronológica. 2ª edição. Lisboa: Oficinas Gráficas Bertrand Ltd. 1930—1935.